# Sichevița
Sichevița (in serbo Сикевица?, Sikevica, in ungherese Szikesfalu) è un comune della Romania di 2602 abitanti, ubicato nel distretto di Caraș-Severin, nella regione storica del Banato.
Il comune è formato dall'unione di 19 villaggi: Brestelnic, Camenița, Cârșie, Cracu Almăj, Crușovița, Curmătura, Frăsiniș, Gornea, Liborajdea, Lucacevăț, Martinovăț, Ogașu Podului, Sichevița, Streneac, Valea Orevița, Valea Ravensca, Valea Sicheviței, Zănou, Zăsloane.